# Ars minor

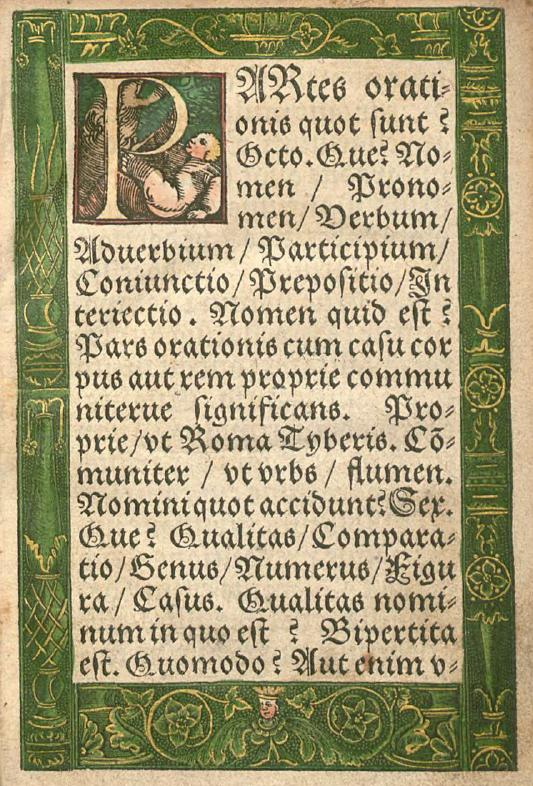
Początek Ars minor w wydaniu z 1550 roku

Ars minor („Sztuka mniejsza”, „Podręcznik mniejszy”), niekiedy w rękopisach i wydaniach pod dłuższym tytułem łac. Donati de partibus orationis ars minor („Donata o częściach mowy sztuka mniejsza”) – pierwsza księga dzieła poświęconego gramatyce łacińskiej, napisanego w połowie IV wieku przez Eliusza Donata. Druga część to Ars maior („Sztuka większa”). Ars minor była od IV do XVIII wieku podstawowym podręcznikiem dla początkujących do nauki języka łacińskiego.

## Zawartość

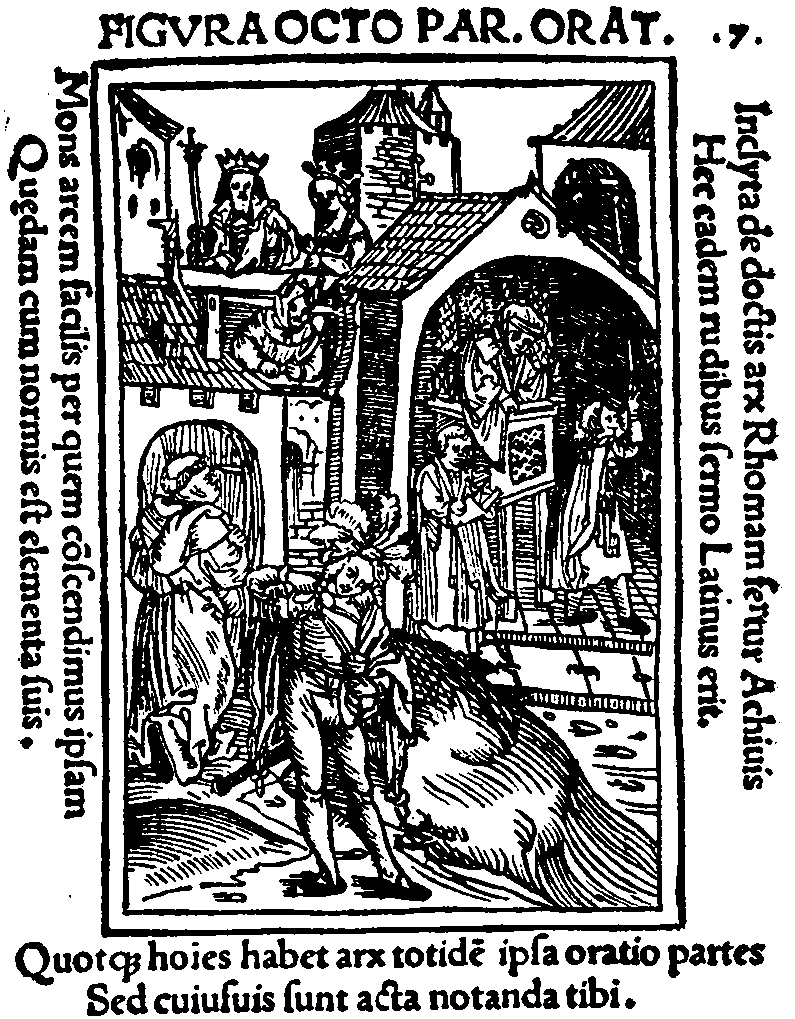
Grammatica Figurata – ilustracja Mathiasa Ringmanna do wydania Ars minor z 1509 roku, przedstawiająca symboliczne personifikacje ośmiu części mowy

Ars minor zawiera podstawowe wiadomości z gramatyki łacińskiej. Ujęte są one w formę pytań i odpowiedzi ułożonych w taki sposób, aby uczeń mógł łatwo zapamiętać poszczególne reguły. Rozpoczyna się od wprowadzenia wyliczającego części mowy, będącego zarazem spisem treści:
„Partes orationis quot sunt? Octo. Quae? Nomen, pronomen, verbum, adverbium, participium, coniunctio, praepositio, interiectio”.
Ile jest części mowy? Osiem. Jakie? Rzeczownik, zaimek, czasownik, przysłówek, imiesłów, spójnik, przyimek, wykrzyknik.
Pierwszy rozdział omawia definicję, właściwości i odmianę rzeczowników, drugi przyimków, trzeci czasowników, czwarty przysłówków, piąty imiesłowów, szósty spójników, siódmy przyimków, ósmy wykrzykników.

### Rzeczownik
Według Donata rzeczownik to część mowy oznaczająca ciało lub rzecz, o której się komunikujemy. Ma sześć właściwości – kwalifikację, stopniowanie, rodzaj, liczbę, kształt i przypadek. Według kwalifikacji rzeczownik może być pospolity lub własny. Według stopniowania rzeczowniki mogą mieć stopień równy, wyższy i najwyższy. Występują w czterech rodzajach – męskim, żeńskim, nijakim i wspólnym; dwóch liczbach – pojedynczej i mnogiej oraz dwóch kształtach – prostym i złożonym. Odmieniają się przez sześć przypadków. Donat omawia wszystkie możliwe formy odmiany rzeczownika na przykładach magister („mistrz”) w rodzaju męskim, Musa („Muza”) w rodzaju żeńskim oraz scamnum („ławka”) w rodzaju nijakim.

### Zaimek
Zaimek, według Donata, to część mowy, która zastępując rzeczownik przejmuje jego znaczenie, a niekiedy przyjmuje także właściwości osoby. Charakteryzuje go sześć właściwości – kwalifikacja, rodzaj, liczba, kształt, osoba i przypadek. Według kwalifikacji zaimki mogą być skończone lub nieskończone. Występują, podobnie jak rzeczownik, w czterech rodzajach – męskim, żeńskim, nijakim i wspólnym; dwóch liczbach – pojedynczej i mnogiej oraz dwóch kształtach – prostym i złożonym. Mogą występować w jednej z trzech osób, a odmieniają się przez sześć przypadków.

### Czasownik
Jak uważa Donat, czasownik wyraża czynność i ma siedem właściwości: kwalifikację, koniugację, rodzaj, liczbę, kształt, czas i osobę. Na kwalifikację czasownika składają się sześć trybów i cztery formy. Odmienia się przez trzy koniugacje, pięć rodzajów i dwie liczby. Czasownik może występować w dwóch kształtach (prostym i złożonym), pięciu czasach i trzech osobach. Donat omawia wszystkie możliwe formy odmiany czasownika na przykładzie lego („czytam”).

### Przysłówek
Dla Donata przysłówek to część mowy, za pomocą której wyjaśniamy i dopełniamy znaczenie czasownika. Ma trzy właściwości: znaczenie, stopniowanie i kształt. Dwa główne znaczenia, omawiane bardziej szczegółowo przez autora, to przysłówki miejsca oraz przysłówki czasu.

### Imiesłów
Imiesłów przejmuje po części funkcję rzeczownika, po części czasownika – twierdził Donat. Po rzeczowniku dziedziczy rodzaj i przypadki, natomiast po czasowniku czasy, znaczenie, liczbę i kształt. Odmiana imiesłowu została omówiona na przykładzie legens („czytając”).

### Spójnik
Zdaniem Donata spójnik pełni rolę porządkującą w zdaniu. Ma trzy właściwości: moc (łac. potestas), kształt i porządek (łac. ordo). Według mocy spójniki mogą być łączące, rozłączające, wykluczające, przyczynowe i wnioskujące. Według kształtu są proste (np. nam) lub złożone (np. namque). Według porządku spójniki mogą występować jako prefiks, sufiks lub w obu tych rolach jednocześnie.

### Przyimek
Przyimek uzupełnia, zmienia albo umniejsza znaczenie (łac. significatio) innych części mowy. Łączy się z innymi wyrazami w dwóch przypadkach – biernikiem lub miejscownikiem. Donat wymienia przyimki łączące się z biernikiem (ad, apud, ante, adversum, cis, citra, circum, circa, contra, erga, extra, inter, intra, infra, iuxta, ob, pone, per, prope, secundum, post, trans, ultra, praeter, propter, supra, usque, penes), później łączące się z miejscownikiem (a, ab, abs, cum, coram, clam, de, e, ex, pro, prae, palam, sine, absque, tenus) oraz te, które występują z oboma przypadkami (in, sub, super, subter).

### Wykrzyknik
Wykrzyknik, według Donata, wyraża stan umysłu w nieuporządkowany sposób. Ma jedną właściwość – znaczenie (łac. significatio).
„Significatio interiectionis in quo est? Quia aut laetitiam significamus, ut evax, aut dolorem, ut heu, aut admirationem, ut papae, aut metum, ut attat, et siqua sunt similia”.
Jakie znaczenie ma wykrzyknik? Albo oznacza radość, jak „evax”, albo smutek, jak „heu”, albo uwielbienie, jak „papae”, albo ostrzeżenie, jak „attat”, a pozostałe są podobne.

## Znaczenie
Prosta i przejrzysta forma, jaką nadał gramatyce w Ars Minor Donat, przyczyniła się do jej upowszechnienia jako podręcznika od końca IV wieku. W okresie karolińskim uznano ją za fundament nauczania gramatyki i została podstawowym podręcznikiem dla początkujących w trivium. Ten, kto uczył się od okresu karolińskiego wymarłej już łaciny, miał nie tylko opanować ten język w czytaniu, lecz również doprowadzić do mistrzostwa sztukę mówienia w nim i pisania. Dlatego uczeń początkujący musiał wyuczyć się na pamięć Ars minor. Wycofywanie jej ze szkolnictwa rozpoczęło się w XVII–XVIII wieku, kiedy zaczęto ją zastępować nowszymi podręcznikami. W XIX wieku uczono się z niej już rzadko, w XX wieku zastosowanie Ars Minor zanikło.
Jeżeli pominąć Biblię, to Ars minor była najczęściej wydawanym dziełem w XV wieku, po wynalezieniu druku. Zachowało się ponad trzysta jej inkunabułów. We Włoszech była pierwszą książką drukowaną, w 1464. Ars minor była też pierwszą książką drukowaną w Gdańsku. Starodruk z XV wieku jest przechowywany w Bibliotece Gdańskiej PAN pod sygnaturą XV 365.
Najstarszy podręcznik do nauki gramatyki języka polskiego, Polonicae grammatices institutio, Piotr Statorius napisał w 1568 roku na podstawie zarówno najlepszych dzieł współczesnej mu polskiej poezji, jak i znajomości gramatyki Donata. Część badaczy uważa, że Statorius nie wzorował się bezpośrednio na Ars minor, lecz na stosowanej podczas jego nauki w Lozannie gramatyce łacińskiej, która również opierała się na Donacie.

### Wydania Ars minor
- Donati ars grammatica. W: Grammatici Latini vol. IV. H. Keil (ed.). Lipsk: 1864, s. 355–366. [dostęp 2014-11-24]. (łac.). Pierwsze wydanie krytyczne Ars maior.
- Louis Holtz: Donat et la tradition de l’enseignement grammatical. Etude sur l’Ars de Donat et sa diffusion (IVe-IXe siècle) et édition critique. Paryż: CNRS, 1981. (fr. • łac.). Najnowsze wydanie krytyczne Ars maior z omówieniem i komentarzami.

### Literatura
- Helena Jędrzejowska, Maria Pelczarowa (opr.): Katalog inkunabułów Biblioteki Miejskiej w Gdańsku. Towarzystwo Przyjaciół Nauki i Sztuki w Gdańsku, 1954. [dostęp 2014-11-12]. [zarchiwizowane z tego adresu (2014-11-12)]. (pol.).
- Władysław Kuraszkiewicz: Polski język literacki. Studia nad historią i strukturą. Warszawa: PWN, 1986. (pol.).
- Clive Staples Lewis: Odrzucony obraz: wprowadzenie do literatury średniowiecznej i renesansowej. Kraków: Wydawnictwo Znak, 1995. (pol.).
- Ernst Robert Curtius: Literatura europejska i łacińskie średniowiecze. Kraków: Wydawnictwo Universitas, 1997. ISBN 83-7052-128-2. (pol.).
- Jürgen Leonhardt: Latein: Geschichte einer Weltsprache. Monachium: Verlag C. H. Beck oHG, 2009. ISBN 0-674-05807-0. (niem.). Cytowany za – Jürgen Leonhardt: Latin: Story of a World Language. Kenneth Kronenberg (tr.). Cambridge (Massachusetts), Londyn: The Belknap Press of Harvard University Press, 2013. ISBN 0-674-05807-0. [dostęp 2014-11-22]. (ang.).
- Donatus. W: The Classical Tradition. Anthony Grafton, Glenn W. Most, Salvatore Settis (ed.). Harvard: Belknap Press of Harvard University Press, 2010, s. 281–282. ISBN 0-674-07227-8. (ang.).